# 常应文
常應文（1499年—1558年），字汝實，號冲瀾，又號虚野，山西省遼州榆社縣人，民籍，治《春秋》，明朝政治人物。進士出身。

## 生平
正月三十日生，行一，由國子生中式嘉靖元年（1522年）壬午科山西鄉試第十五名舉人，年三十四歲中式嘉靖十一年（1532年）壬辰科會試第二百二十二名，第三甲第四十一名進士。觀兵部政，授上海縣知縣。
曾于1532年接替曹煜任上海县知县一职，1534年由杜鍷接任。1556年接替劉本學再任上海县知县一职，1558年由牛鏡接任。

## 家族
曾祖常顯，河南左布政使；祖常經，成化甲午舉人，山東單父縣知縣，封監察御史；父常在，保定知府；前母李氏（封孺人）；母李氏（封孺人）；繼母田氏（封孺人）。慈侍下。兄應魁，弟應元（典膳）；應齊（教官）；應周（七品散官）；應恩（教官）；應榮；應豸；應河；應春；應麟。子常三奇。